# Briesemeister Peak
Briesemeister Peak är en bergstopp i Antarktis. Den ligger i Västantarktis. Argentina, Chile och Storbritannien gör anspråk på området. Toppen på Briesemeister Peak är 690 meter över havet.
Terrängen runt Briesemeister Peak är huvudsakligen kuperad, men österut är den platt. Trakten är obefolkad. Det finns inga samhällen i närheten.